# Galapagosek opuncjowy
Galapagosek opuncjowy (Nesoryzomys swarthi) – gatunek ssaka z podrodziny bawełniaków (Sigmodontinae) w obrębie rodziny chomikowatych (Cricetidae), występujący endemicznie na wyspach Galapagos.

## Zasięg występowania
Galapagosek opuncjowy występuje endemicznie na wyspie Santiago należącej do wysp Galapagos, u wybrzeży Ekwadoru; wyspa ma powierzchnię około 580 km², z czego zasięg występowania tego gryzonia to przypuszczalnie mniej niż 20 km².

## Taksonomia
Gatunek po raz pierwszy zgodnie z zasadami nazewnictwa binominalnego opisał w 1938 roku amerykański biolog Robert Thomas Orr nadając mu nazwę Nesoryzomys swarthi. Holotyp pochodził z Sullivan Bay, na wyspie Santiago, na Galapagos, w Ekwadorze. 
N. swarthi bywał uznawany za odmianę wymarłego N. indefessus (podobnie jak N. narboroughi), ale gatunki te dzielą różnice w budowie czaszki i zębów. Autorzy Illustrated Checklist of the Mammals of the World uznają ten takson za gatunek monotypowy rozpoznają podgatunków.

### Etymologia
- Nesoryzomys: gr. νησος nēsos „wyspa” (tj. Galapagos); rodzaj Oryzomys S.F. Baird, 1857 (ryżniak)[7].
- swarthi: Harry Schelwald Swarth (1878–1935), amerykański zoolog[8].

## Morfologia
Długość ciała (bez ogona) 110–190 mm, długość ogona 100–163 mm, długość ucha 19–25 mm, długość tylnej stopy 29–40 mm; masa ciała 31–181 g (samice średnio 82 g, samce średnio 106 g). 

## Ekologia
Występuje na nizinach, w suchym lesie i na obszarach porośniętych krzewami. Jest spotykany w różnych częściach wyspy, najczęściej w gęstej roślinności na obrzeżach krateru wulkanu, na wysokości 1300 m n.p.m. Lokalnie jest pospolity. Jest to zwierzę nocne, prowadzi naziemny tryb życia. Nie wiadomo, czym się żywi. Populacje tego gryzonia przetrwały tam, gdzie w dużej liczbie rosną opuncje Opuntia galapageia, co sugeruje związek między rośliną a tym ssakiem.

## Populacja
Gatunek ma ograniczony zasięg występowania, nie wiadomo, jaki jest trend zmian jego liczebności. Pierwszy raz N. swarthi schwytano w 1906 roku, ale gdy 32 lata później został opisany podejrzewano, że gatunek ten już wymarł. W 1965 roku odnaleziono czaszkę tego gryzonia, co wskazywało, że na wyspie może wciąż istnieć jego populacja. Jednak badacze szukający jej w latach 70. XX wieku znaleźli jedynie zawleczone na wyspę szczury śniade (Rattus rattus) i myszy domowe (Mus musculus). Dopiero w 1997 roku udało się odnaleźć żywe gryzonie, które przetrwały koegzystując z introdukowanymi gatunkami. W 2005 roku odkryto dwie nieznane populacje na północnym wybrzeżu wyspy. N. swarthi jest obecnie uznawany za gatunek narażony na wyginięcie.